# Noi credevamo
Noi credevamo è un film del 2010 diretto da Mario Martone su sceneggiatura dello stesso regista e di Giancarlo De Cataldo, liberamente ispirato a vicende storiche realmente accadute e al romanzo omonimo di Anna Banti.
Ambientato durante il Risorgimento, il film segue le vicende di tre giovani animati da ideali patriottici e repubblicani, che si uniscono alla Giovine Italia.
Presentato in concorso alla 67ª Mostra internazionale d'arte cinematografica di Venezia, il film è uscito nelle sale cinematografiche il 12 novembre 2010. Candidato a tredici David di Donatello, ne ha vinti sette, tra cui quelli per il miglior film e la miglior sceneggiatura.

## Trama
Il film, articolato in quattro capitoli (Le scelte, Domenico, Angelo e L'alba della nazione), racconta la storia di tre ragazzi del Cilento: Salvatore, con spirito patriota, Domenico, che crede nell'amicizia, e Angelo, votato all'azione violenta, che scelgono di prendere parte al movimento politico repubblicano della Giovine Italia di Giuseppe Mazzini. Le loro vite, in seguito a questa decisione, prenderanno strade diverse, ripercorrendo alcuni episodi della storia del Risorgimento italiano.

### 1 -Le scelte
Nel 1828 in Cilento, dopo la restaurazione del governo borbonico, il giovane Salvatore Tambasco vede morire dei cospiratori della Carboneria, i fratelli Capozzoli, fucilati dall'esercito borbonico. Suo padre vuole che pensi alla proprietà e alle terre, ma Salvatore condivide sentimenti repubblicani insieme a Domenico Lopresti e Angelo Cammarota. Costui frequenta la nobile Cristina Trivulzio di Belgiojoso, che ha già finanziato una rivolta di carbonari fallita. Angelo prende contatti con Giuseppe Mazzini a Torino, fondatore della Giovine Italia, insieme a Salvatore, per attentare alla vita di Carlo Alberto. Salvatore dovrebbe ricevere un coltello da consegnare ad un compagno chiamato "Procida" (altri non è che Antonio Gallenga), offertosi per l'attentato, mentre Angelo avrebbe tentato l'assalto a sorpresa contro l'esercito sabaudo. Tuttavia una cospirazione impedisce l'impresa, e Salvatore fugge in Cilento, per tornare alla sua tranquilla vita. Angelo lo insegue, credendo che sia il traditore, e al colmo dell'ira lo uccide.

### 2 -Domenico
Siamo intorno al 1850; Domenico è arrestato dopo la dissoluzione della Repubblica Romana e rinchiuso nel carcere borbonico di Montefusco, nell'entroterra campano. Altri prigionieri di rilievo sono il napoletano Carlo Poerio e il pugliese Sigismondo di Castromediano, l'unico con cui Domenico, di carattere schivo e rude, ma schietto, riesca a simpatizzare. La vita del carcere è durissima: i prigionieri non possono ricevere notizie degli eventi politici e sociali e tra i carcerati si diffonde un clima di ostilità a causa delle tensioni tra monarchici e repubblicani. Di queste divisioni interne le autorità politiche approfittano, favorendo ad arte la liberazione di Castromediano e alimentando così tra i prigionieri un clima di reciproca diffidenza. Il duca tuttavia fa presto ritorno in carcere e comunica ai compagni di cella che il Piemonte parteciperà con un proprio contingente militare alla guerra di Crimea, scoppiata nel 1853.

### 3 -Angelo
La prima parte è ambientata a Londra nel 1857, dove ritroviamo un Angelo Cammarota invecchiato e deluso a causa delle occasioni perdute e che, abbandonato Mazzini, si unisce a Felice Orsini per attentare alla vita di Napoleone III, colpevole di avere causato la caduta della Repubblica Romana nel 1849. A Londra vive anche Mazzini, che ha un colloquio con Francesco Crispi e che partecipa alla veglia del morente rivoluzionario polacco Stanisław Worcell. Proprio in questo frangente Angelo incontra dopo anni Gallenga, al quale cerca di strappare una rivelazione sul vero motivo del tradimento di Salvatore Tambasco. La scena si sposta a Parigi, dove Orsini, con Angelo e altri cospiratori, prepara degli ordigni esplosivi per uccidere Napoleone III davanti al teatro dell'Opera la sera del 14 gennaio 1858. Angelo però è immediatamente scoperto, mentre le bombe degli altri cospiratori non uccidono l'imperatore, pur provocando comunque numerose vittime. In breve tempo anche gli altri attentatori sono arrestati e processati, ma solo Orsini e Cammarota sono condannati a morte e ghigliottinati, mentre agli altri complici viene inflitto l'ergastolo.

### 4 -L'alba della nazione
È il 1862 e l'Italia è ormai sovrana e unita, ma il meridione è dilaniato dai briganti e dall'azione repressiva dell'esercito. Domenico, sempre più anziano ma pur sempre combattivo, uscito dalla prigione, torna in Cilento e apprende che le terre di famiglia sono state confiscate dall'ex stato borbonico a beneficio di un ricco notaio locale, a causa della sua precedente attività politica sovversiva, decisione confermata dai piemontesi. Ma il vero motivo del suo ritorno è un altro: Garibaldi ha organizzato una nuova spedizione di volontari, dopo quella dei Mille di due anni prima; stavolta l'obiettivo è liberare Roma dal potere temporale del papa e Domenico è diretto in Calabria per unirsi ai volontari in marcia verso il Lazio. Durante il percorso, casualmente, incontra il giovane Saverio, riconoscendo in lui il figlio del suo amico Salvatore, anch'egli pronto a unirsi ai garibaldini. Tuttavia il drappello di Garibaldi, arrivato sull'Aspromonte, subisce un'imboscata da parte dell'esercito italiano. Domenico e i suoi compagni d'avventura sono catturati e il giorno seguente Saverio è fucilato insieme ad altri due giovani perché disertori. Domenico si salva, ma ormai si sente troppo deluso e amareggiato per partecipare agli eventi futuri del Paese. Il film si conclude al palazzo Carignano di Torino, sede della prima Camera dei deputati del Regno, con un monologo interiore dello stesso protagonista che medita sull'Unità realizzata da uomini di potere per i propri interessi, senza un autentico coinvolgimento del popolo.

## Produzione

### Riprese
Il regista preciserà in un articolo scritto su L'Espresso: «Ho girato Noi credevamo mirando a ciò che è sotto la pelle della storia, ho cercato di cogliere il clima esistenziale vissuto da ragazzi diventati uomini e mai piegati sotto il peso di una lotta disperata, quei "briganti"  meridionali antenati dei partigiani, dei movimenti degli anni '60 e '70, dei repubblicani che in Italia conoscono una storia drammaticamente altalenante, tra faticate vittorie e continue sconfitte. Giravo per Londra con la macchina fotografica alla ricerca dei luoghi vissuti dai cospiratori italiani in esilio, che avrei raccontato sullo schermo».
Il parco nazionale del Cilento e Vallo di Diano in provincia di Salerno è stato uno dei set principali della pellicola, in particolar modo le riprese hanno riguardato Roscigno Vecchia, Pollica, Castellabate e Camerota. Altre location del film risorgimentale sono i due castelli dauni di Bovino e Deliceto, in cui sono state ricostruite alcune scene del carcere irpino di Montefusco. Il film è anche in parte stato supportato dalla regione Puglia. La maggior parte del film è stata però realizzata in Piemonte, con il sostegno finanziario e logistico della locale Film Commission e con molte scene realizzate nel Pinerolese (anche gran parte degli episodi francesi e inglesi sono girati in Piemonte).

### Colonna sonora
La colonna sonora del film comprende musiche da opere di Giuseppe Verdi (Don Carlo, Rigoletto, Il corsaro, Attila, Ernani, Otello, Macbeth, I masnadieri, I vespri siciliani), Gioachino Rossini (Elisabetta, Regina d'Inghilterra, Guglielmo Tell) e Vincenzo Bellini (Il pirata), eseguite dall'Orchestra Sinfonica Nazionale della Rai diretta da Roberto Abbado. I titoli di coda sono accompagnati dal canto popolare Camicia rossa. Per la scelta dei brani, avvenuta assieme ad Abbado, Cesare Mazzonis e Michele Dall'Ongaro, Martone ha voluto musiche "di carattere introspettivo, struggenti, meditative", evitando "scelte trionfalistiche, ovvie" già legate al comune immaginario risorgimentale.

## Distribuzione
Il film è stato presentato in anteprima il 7 settembre 2010 alla 67ª Mostra internazionale d'arte cinematografica di Venezia, dove ha concorso per il Leone d'Oro, in una versione dalla durata di 205 minuti. Questa versione è stata proiettata anche in occasione dell'anteprima torinese del film, tenutasi il 13 settembre al Teatro Carignano.
La pellicola è stata distribuita nelle sale cinematografiche italiane a partire dal 12 novembre 2010 da 01 Distribution, in una versione ridotta di 170 minuti.

## Accoglienza

### Incassi
Il film ha incassato complessivamente € 1.5 milioni al botteghino italiano (di cui € 124.000 durante il primo fine settimana di programmazione), a fronte di un budget di € 7 milioni.

### Critica
(Dizionario dei film Morandini)

## Riconoscimenti
- 2011 - David di Donatello[7][8]
  - Miglior film
  - Miglior sceneggiatura a Mario Martone e Giancarlo De Cataldo
  - Miglior fotografia a Renato Berta
  - Miglior scenografia a Emita Frigato
  - Migliori costumi a Ursula Patzak
  - Miglior trucco a Vittorio Sodano
  - Migliori acconciature a Aldo Signoretti
  - Candidatura per la miglior regia a Mario Martone
  - Candidatura per il miglior produttore a Carlo Degli Espositi, Conchita Airoldi e Giorgio Magliulo
  - Candidatura per la miglior colonna sonora a Hubert Westkemper
  - Candidatura per il miglior montaggio a Jacopo Quadri
  - Candidatura per il miglior sonoro a Gaetano Carito e Maricetta Lombardo
  - Candidatura per il David giovani a Mario Martone
- 2011 - Nastro d'argento[9]
  - Nastro d'argento dell'anno
- 2011 - Globo d'oro[10]
  - Gran Premio della Stampa Estera a Mario Martone
  - Candidatura per il miglior film a Mario Martone
  - Candidatura per la miglior regia a Mario Martone
  - Candidatura per la miglior sceneggiatura a Mario Martone e Giancarlo De Cataldo
  - Candidatura per la miglior fotografia a Luca Bigazzi
- 2010 - Mostra internazionale d'arte cinematografica di Venezia[3]
  - Candidatura al Leone d'oro a Mario Martone
- Ciak d'oro
  - 2011 - Miglior regista a Mario Martone[11]
  - 2011 - Migliori costumi a Ursula Patzak[11]
  - 2011 - Migliore scenografia a Emita Frigato[11]
  - 2011 - Miglior montaggio a Jacopo Quadri[11]
- 2011 - Alabarda d'oro[12]
  - Miglior film a Mario Martone
  - Miglior sceneggiatura a Mario Martone e Giancarlo De Cataldo
- 2011 - Bobbio Film Festival
  - Premio Migliore Attore a Toni Servillo
- 2011 - Capri Hollywood International Film Festival[13]
  - Capri Cult Award a Mario Martone
- 2012 - Golden Graal[14]
  - Miglior attore drammatico a Luigi Lo Cascio
  - Candidatura per il miglior attore drammatico a Valerio Binasco
  - Candidatura per il miglior attore drammatico a Michele Riondino
- 2011 - Kineo Awards[15]
  - Miglior film italiano
  - Premio SNGCI del pubblico a Mario Martone
- 2011 - Primavera del Cinema Italiano Festival[16]
  - Premio Giovani ad Andrea Bosca